# Wanddicke
Als Wanddicke (kurz Dicke, fälschlich oft auch als Wandstärke) bezeichnet man die Tiefe einer Wand, im Gegensatz zu ihrer Höhe und Länge.
Bei Schläuchen, Rohrleitungen und Druckbehältern ist die Wanddicke meist entscheidend für die Druckfestigkeit des Bauteils.

Hohlzylinder

Bei der Wandung eines zylindrischen Hohlkörpers (z. B. einem Hohlzylinder wie einem Rohr) entspricht die Wanddicke der halben Differenz des inneren und äußeren Durchmessers:
{\displaystyle b={\frac {D-d}{2}}=R-r}
mit
- Rohraußendurchmesser {\displaystyle D}
- Rohrinnendurchmesser {\displaystyle d}
- Rohraußenradius {\displaystyle R={\frac {D}{2}}}
- Rohrinnenradius {\displaystyle r={\frac {d}{2}}}.

Zur statischen Berechnung der notwendigen Wanddicke eines Rohres oder Druckbehälters wird die Kesselformel verwendet.